# اریک-نیلس کروس
اریک-نیلس کروس (استونیایی: Eerik-Niiles Kross؛ زادهٔ ۸ سپتامبر ۱۹۶۷) دیپلمات، سیاستمدار و نماینده مجلس اهل استونی است.